# Judilson Mamadu Tuncara Gomes
Judilson Mamadu Tuncará Gomes, meglio noto come Pelé (Agualva-Cacém, 29 settembre 1991), è un ex calciatore portoghese naturalizzato guineense, di ruolo centrocampista.

## Caratteristiche tecniche
Pelé è un centrocampista completo: nato come mediano ruba palloni, col tempo ha sviluppato un grande senso tattico, interessandosi talvolta anche alla manovra offensiva.

## Carriera

### Club
Inizia nelle giovanili del Belenenses, dove nella stagione 2009-2010 viene aggregato alla prima squadra.
Nel calciomercato invernale 2011, viene acquistato dal Genoa, che lo lascia al Belenenses fino alla fine della stagione.
Il 31 agosto 2011 viene ufficializzato il trasferimento in compartecipazione al Milan in cambio della cessione della comproprietà di Mario Sampirisi e a fine stagione il Milan risolve a suo favore la compartecipazione cedendo al Genoa la seconda metà di Sampirisi e l'intero cartellino di Nicola Pasini.
Il 6 luglio 2018 viene acquistato dal Monaco per 10 milioni di euro con cui firma un quinquennale.

### Nazionale
Ha fatto parte della Nazionale portoghese Under-20 al Mondiale di categoria disputatosi in Colombia nel 2011, concluso al secondo posto dopo la sconfitta in finale contro il Brasile.
Ha esordito con l'Under-21 il 1º settembre 2011, subentrando all'82º minuto durante il match contro la Moldavia.
Il 10 giugno 2017 ha esordito con la Nazionale della Guinea-Bissau, nazione africana di cui è originario, in una gara di qualificazione alla Coppa d'Africa 2019, vinta per 2-0 contro la Namibia.

## Statistiche

### Cronologia presenze e reti in nazionale
| Cronologia completa delle presenze e delle reti in nazionale ― Guinea-Bissau | Cronologia completa delle presenze e delle reti in nazionale ― Guinea-Bissau | Cronologia completa delle presenze e delle reti in nazionale ― Guinea-Bissau | Cronologia completa delle presenze e delle reti in nazionale ― Guinea-Bissau | Cronologia completa delle presenze e delle reti in nazionale ― Guinea-Bissau | Cronologia completa delle presenze e delle reti in nazionale ― Guinea-Bissau | Cronologia completa delle presenze e delle reti in nazionale ― Guinea-Bissau | Cronologia completa delle presenze e delle reti in nazionale ― Guinea-Bissau |
| Data                                                                         | Città                                                                        | In casa                                                                      | Risultato                                                                    | Ospiti                                                                       | Competizione                                                                 | Reti                                                                         | Note                                                                         |
| ---------------------------------------------------------------------------- | ---------------------------------------------------------------------------- | ---------------------------------------------------------------------------- | ---------------------------------------------------------------------------- | ---------------------------------------------------------------------------- | ---------------------------------------------------------------------------- | ---------------------------------------------------------------------------- | ---------------------------------------------------------------------------- |
| 11-1-2022                                                                    | Garoua                                                                       | Sudan                                                                        | 0 – 0                                                                        | Guinea-Bissau                                                                | Coppa d'Africa 2021 - 1º turno                                               | -                                                                            | 85’                                                                          |
| Totale                                                                       |                                                                              | Presenze                                                                     | 1                                                                            |                                                                              | Reti                                                                         | 0                                                                            |                                                                              |